# Giovanni Risatti
Giovanni Risatti PIME (* 1. Dezember 1942 in Trient; † 9. September 2003) war ein italienischer Geistlicher und römisch-katholischer Bischof von Macapá in Brasilien.

## Leben
Giovanni Risatti trat der Ordensgemeinschaft des Päpstlichen Instituts für die auswärtigen Missionen bei und empfing am 3. Dezember 1952 die Priesterweihe.
Papst Johannes Paul II. ernannte ihn am 10. Dezember 1987 zum Koadjutorbischof von Parintins. Der Apostolische Nuntius in Brasilien, Erzbischof Carlo Furno, spendete ihm am 21. Februar des nächsten Jahres die Bischofsweihe; Mitkonsekratoren waren Arcângelo Cerqua PIME, Bischof von Parintins, und Clóvis Frainer OFMCap, Erzbischof von Manaus. 
Mit dem Rücktritt Arcângelo Cerquas am 15. Juli 1989 folgte er ihm als Bischof von Parintins nach. Der Papst ernannte ihn am 20. Januar 1993 zum Bischof von Macapá.